# パトリック・ノーデ
パトリック・ノーデ（Patrick Naude、1977年1月17日 - ）は南アフリカ共和国の野球選手。ポジションは外野手・一塁手。現在は南アフリカのウインターリーグなどでプレーしている。
IBAFワールドカップをはじめ国際経験が豊富で、その打力を買われクリーンナップで起用される事が多い。2006年のWBCでは南アフリカ代表に選出された。主に指名打者で出場し、メキシコ戦では2安打を放った。